# Rallye Český Krumlov 2011
Rallye Český Krumlov 2011 byla třetí soutěží šampionátu Mezinárodní mistrovství České republiky v rallye 2011. Zvítězil zde Roman Kresta s vozem Škoda Fabia S2000.

## Průběh soutěže
Celá soutěž se jela za deštivého počasí. V úvodu vedl Pavel Valoušek s vozem Peugeot 207 S2000, ale v druhé sekci první etapy se do vedení dostal Kresta. Valoušek navíc dostal penalizaci za rozražení retardéru. O třetí místo bojoval Václav Pech s vozem Mitsubishi Lancer EVO IX R4 a Daniel Běhálek s vozem Subaru Impreza STI. O vedení v poháru vozů Renault Clio R3 spolu bojovali Jiří Trojan, Pavel Kundrát a David Štefan. Valoušek vyhrál poslední test, ale Kresta vedení udržel a vyhrál první etapu. Druhý byl Valoušek, třetí Pecha čtvrtý Běhálek.
Také v druhé etapě se dařilo zejména Krestovi, který stále zvyšoval svůj náskok na Valouška a Pecha. Jaromír Orsák s dalším Lancerem R4 po technické závadě odstoupil. Mezi historickými vozy vedl Jan Krejča na voze Škoda 130 LR. Mezi vozy s pohonem jedné nápravy vedl Emil Triner a druhý byl Jan Černý se Škodou Fábií R2. Roman Kresta vedení udržel a zvítězil v soutěži už posedmé. Druhý byl Valoušek, třetí Pech, čtvrtý Běhálek a pátý Roman Odložilík s další Fabií. 

## Výsledky
1. Roman Kresta, Petr Gross - Škoda Fabia S2000
2. Pavel Valoušek, Zdeněk Hrůza - Peugeot 207 S2000
3. Václav Pech mladší, Petr Uhel - Mitsubishi Lancer EVO IX R4
4. Daniel Běhálek, Petr Černohorský - Subaru Impreza STI
5. Roman Odložilík, Martin Tureček - Škoda Fabia S2000
6. Vojtěch Štajf, Petra Řiháková - Subaru Impreza STI
7. Josef Peták, Alena Benešová - Peugeot 207 S2000
8. Václav Arazim, Julius Gál - Mitsubishi Lancer EVO IX
9. Jan Votava, František Synáč - Mitsubishi Lancer EVO IX
10. Jan Černý, Pavel Kohout - Škoda Fabia R2